# اشتون-ساندی اسپرینگ (مریلند)
اشتون-ساندی اسپرینگ (به انگلیسی: Ashton-Sandy Spring) شهری در ایالت مریلند کشور ایالات متحده آمریکا است که جمعیت آن در سرشماری سال ۲۰۱۰ میلادی، ۵٬۶۲۸ نفر بوده‌است.